# Графиня де Монсоро (телесериал)
«Графи́ня де Монсоро́» — российский художественный телесериал в 26 сериях, экранизация романа Александра Дюма-отца «Графиня де Монсоро». Съёмки сериала проходили с 1994 по 1997 год. В 1997 году работа над картиной (озвучание и монтаж) была окончена. Премьера состоялась 5 января 1998 года на канале РТР. Данный фильм является продолжением телесериала «Королева Марго» (обе картины снимались параллельно).

## Сюжет
Фильм рассказывает историю любви красавицы Дианы де Меридор и самоотверженного графа Луи де Бюсси на фоне исторических событий во Франции эпохи религиозных войн между католиками и гугенотами. Во главе гугенотов стоит король Генрих Наваррский. Католиков возглавляет воинственная семья герцогов де Гиз. Король Генрих III, изнеженный любитель роскоши и развлечений, не способен управлять страной. Он окружил себя фаворитами («миньонами»), на которых растрачивает казну. Против короля интригует его младший брат, герцог Франсуа Анжуйский, мечтающий занять трон, так как у Генриха нет детей. Между дворянами Генриха и приближенными Анжуйского, к которым относится и Бюсси, происходят постоянные стычки. О короне Франции мечтают и Гизы, плетущие заговор с целью свергнуть Генриха и насильно отправить его в монастырь. Лишь благодаря своему верному шуту Шико — гасконскому дворянину, оскорблённому одним из Гизов — Генриху, последнему французскому королю из династии Валуа, удаётся пока сохранить жизнь, свободу и трон.

## В ролях
- Габриэлла Мариани — Диана де Монсоро (озвучила Светлана Рябова)
- Александр Домогаров — граф де Бюсси
- Юрий Беляев — граф де Монсоро
- Евгений Дворжецкий — Генрих III, король Франции
- Алексей Горбунов — Шико
- Кирилл Козаков — Франсуа, герцог Анжуйский
- Екатерина Васильева — Екатерина Медичи
- Дмитрий Марьянов — де Сен-Люк (озвучил Алексей Иващенко)
- Владимир Долинский — Горанфло
- Олег Исаев — Реми
- Нонна Гришаева — Гертруда
- Екатерина Стриженова — Жанна де Бриссак
- Сергей Виноградов — Келюc
- Леван Мсхиладзе — Можирон
- Михаил Шевчук — Шомберг
- Тимофей Фёдоров — д’Эпернон
- Борис Клюев — герцог де Гиз
- Гоша Куценко (в титрах — Юрий Куценко) — Клод де Шеврёз
- Елена Аминова — герцогиня де Монпансье
- Рафаэль Котанджян — герцог Майеннский
- Вячеслав Гришечкин — Николя Давид
- Игорь Ливанов — д’Антрагэ
- Сергей Варчук — де Рибейрак
- Игорь Каюков — де Ливаро
- Ирина Безрукова — Луиза Лотарингская, королева Франции
- Евгений Стычкин — Орвиль
- Александр Пашутин — Орильи
- Лев Дуров — мэтр Бернуйе
- Борис Иванов — маршал де Бриссак
- Юрий Яковлев — барон де Меридор
- Дмитрий Певцов — Генрих Наваррский
- Анна Дубровская — Габриэль де Ториньи
- Евгений Герчаков — мэтр Бономэ
- Альберт Буров — аббат Фулон
- Вадим Вильский — Жером (озвучивание - Юрий Саранцев)
- Елена Казакова — Марикита
- Олег Марусев — Крийон
- Константин Ситников — Агриппа д’Обинье
- Ерванд Арзуманян — начальник охраны Анжера
- Игорь Мужжухин — конюх

## Съёмочная группа
- Режиссёр-постановщик: Владимир Попков
- Автор сценария: Елена Караваешникова
- Оператор-постановщик: Павел Небера
- Художники-постановщики: Юшин, Виктор Иванович, Михаил Нижинский
- Художники по костюмам: Наталья Полях, Любовь Зайцева
- Художники по гриму: Изабелла Байкова
- Композитор: Олег Кива
- Хореограф: Инга Воронина
- Звукорежиссёр: Марина Нигматулина
- Монтаж: Лидия Милиоти
- Видеомонтаж: Светлана Иванова
- Продюсер: Сергей Жигунов
- Постановщик трюков: Игорь Новоселов

## Критика
Сериал был положительно принят зрителями и критиками. Особенно отмечались бережное обращение с романом-первоисточником, удачный подбор актёров и историчность костюмов и декораций. Портал Кинопоиск поставил сериалу 9 из 10 возможных звёзд. Многие посетители портала отмечают сериал как лучший из когда-либо снятых в современной России.

## Призы и награды
- Приз за главную мужскую роль в телесериале (Юрий Беляев) — КФ «Созвездие-97» (1997)
- Второй приз фильму — КФ игровых телефильмов «Горное эхо-99» (Домбай) (1999)
- Номинация на премию «ТЭФИ-99» в категории «Лучший телесериал» (1999)

## Отличия от романа
Фильм снят фактически максимально близко к первоисточнику, за исключением некоторых деталей. Так, в сценах собрания лигистов в аббатстве Сен-Женевьев, помазания Франсуа, а также записи горожан в Лигу, одну из ведущих ролей играет Клод де Шеврез. В первых двух сценах он подменяет собой кардинала Людовика Лотарингского, а в третьей — мэтра Ла Юрьера. В романе этот персонаж вообще не фигурирует, поскольку на момент событий Клод де Шеврез, пятый сын герцога Генриха Гиза имел всего год от роду и в событиях участвовать не мог никоим образом. Немного изменён финал — если в романе Дюма лишь одним предложением сказано, что Келюс умер через месяц после дуэли, то в фильме есть эпизод, где король ухаживает за раненым Келюсом, а финал остаётся открытым (хотя Шико говорит, что «Провидению было угодно оставить жизнь тому, кого король любил больше других»). В жизни Келюс умер через месяц с небольшим после дуэли — неразумному фавориту захотелось проехаться на лошади; раны открылись, и 29 мая Келюс скончался.
Побоище в особняке на улице Сент-Антуан, заканчивающееся смертью Бюсси, также протекает не совсем так, как в романе — более эффектно, «кинематографично». Сен-Люк, уведший Диану с места побоища по просьбе Бюсси, по роману был вместе с ней временно задержан герцогом Анжуйским и его людьми; в фильме этого нет.